# Acceleration Team Italië
Het Acceleration Team Italië is een Italiaans raceteam dat deelneemt aan het landenkampioenschap Acceleration 2014 in de klasse Formula Acceleration 1. Het team wordt gerund door het Italiaanse Team Ghinzani, eigendom van Piercarlo Ghinzani. Hij is tevens de eigenaar van het team.
In 2014, het eerste seizoen van de klasse, heeft het team Mirko Bortolotti als coureur. In het laatste raceweekend nam hij echter niet deel, maar zette het team met Sergio Campana en Gian Maria Gabbiani twee coureurs in.

## Resultaten
| Resultaat                     |
| ----------------------------- |
| Winnaar                       |
| Tweede plaats                 |
| Derde plaats                  |
| Gefinisht (punten)            |
| Gefinisht (geen punten)       |
| Niet geklasseerd (NC)         |
| Uitgevallen (DNF)             |
| Niet gekwalificeerd (DNQ)     |
| Gediskwalificeerd (DSQ)       |
| Niet gestart (DNS)            |
| Gewond (INJ)                  |
| Uitgesloten (EX)              |
| Teruggetrokken (WD)           |
| Niet deelgenomen (blanco cel) |
| vetgedrukt (pole position)    |
| cursief (snelste ronde)       |

| Jaar | Coureur             | 1     | 2     | 3     | 4     | 5     | 6     | 7     | 8      | 9      | 10     | Punten | Positie |
| ---- | ------------------- | ----- | ----- | ----- | ----- | ----- | ----- | ----- | ------ | ------ | ------ | ------ | ------- |
| 2014 | Mirko Bortolotti    | ALG 1 | ALG 1 | NAV 2 | NAV 2 | NÜR 2 | NÜR 1 | MON 3 | MON 11 | ASS    | ASS    | 136    | 2       |
| 2014 | Sergio Campana      |       |       |       |       |       |       |       |        | ASS 2  | ASS 3  | 72*    | 6*      |
| 2014 | Gian Maria Gabbiani | ALG   | ALG   | NAV   | NAV   | NÜR   | NÜR   | MON   | MON    | ASS 10 | ASS 11 | 1      | 24      |
| Jaar | Coureur             | 1     | 2     | 3     | 4     | 5     | 6     | 7     | 8      | 9      | 10     | Punten | Positie |

* Bij de punten van Campana zijn ook zijn punten die hij gescoord heeft voor het Acceleration Team Frankrijk en het Acceleration Team Portugal inbegrepen.